# Sakristeiglocke

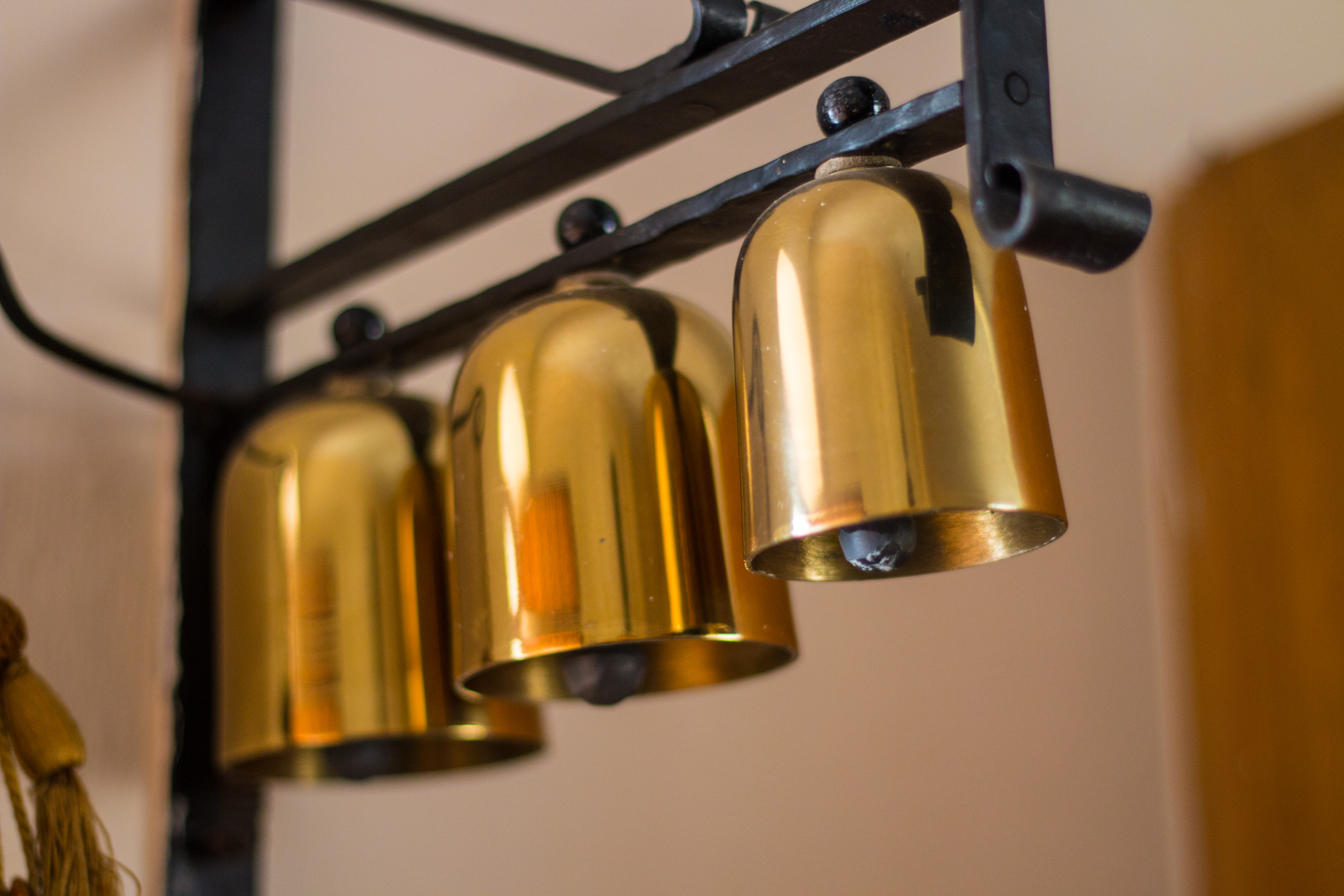
Moderne Sakristeiglocken in der Liebfrauenkirche (Bad Harzburg)

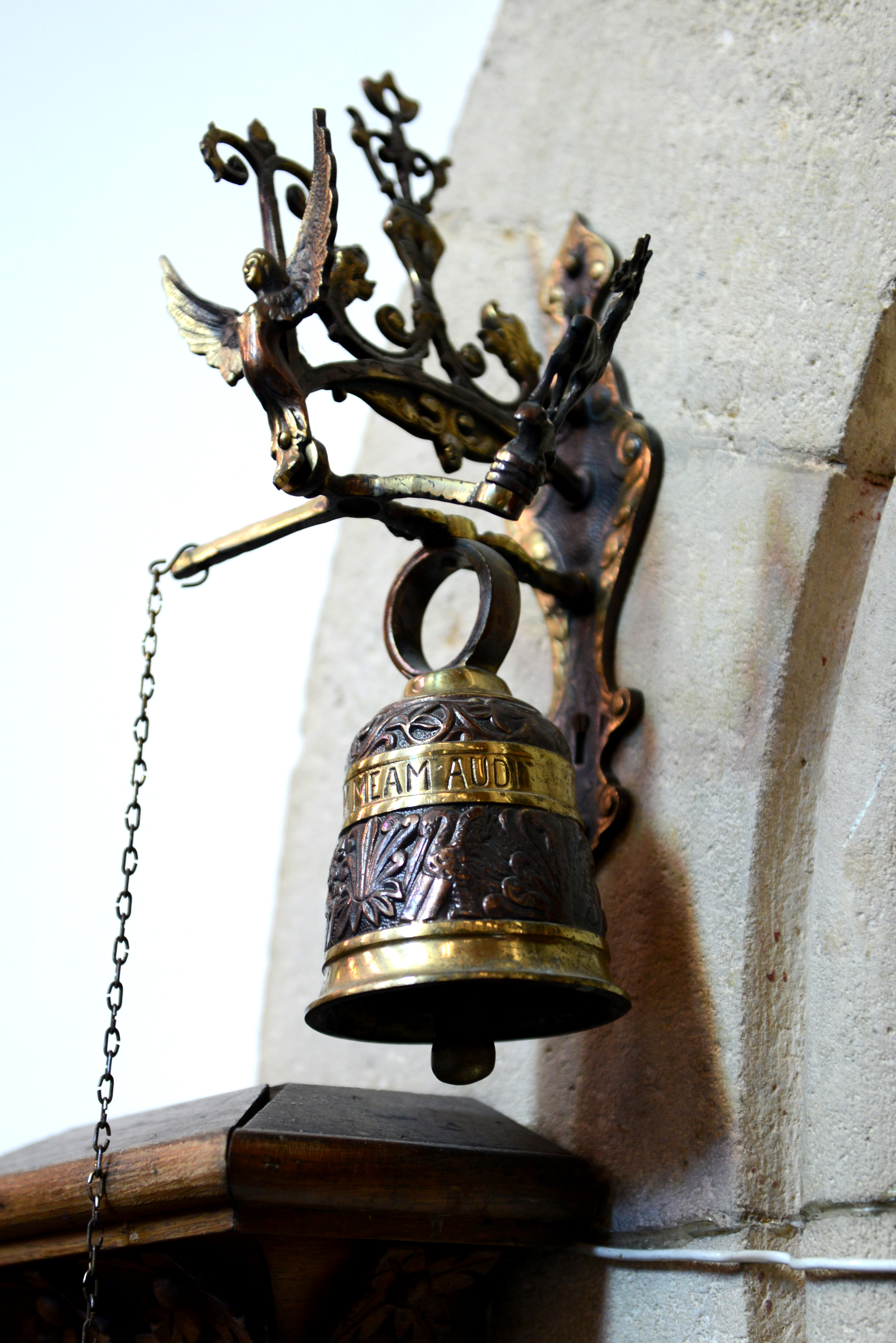
Sakristeiglocke aus dem 19. Jahrhundert (Mariä Himmelfahrt, Bettemburg)

Die Sakristeiglocke ist eine kleine Glocke oder ein mehrteiliges kleines Geläut im Inneren einer katholischen Kirche. Sie ist neben der Sakristeitür, durch die die Einzugsprozession den Kirchenraum betritt, an der Wand angebracht und mit einer Zugvorrichtung versehen. Die Sakristeiglocken und ihre Aufhängungen sind oft künstlerisch gestaltet.
Die Sakristeiglocke wird beim Einzug angeschlagen und kündigt den Beginn der Liturgie an. Betätigt wird sie meist vom ersten der in den Kirchenraum einziehenden liturgischen Dienste, in der Regel einem Ministranten, oder auch vom Küster. Wenn die Glocke erklingt, erhebt sich die versammelte Gemeinde, und die Orgel intoniert den Eröffnungsgesang.